# Скуби-Ду: Училище за духове
„Скуби-Ду: Училище за духове“ (на английски: Scooby-Doo and the Ghoul School) е американски анимационен филм от 1988 г., продуциран от Хана-Барбера като част от поредицата Superstars 10.

## В България
В България филмът първоначално е пуснат на VHS от „Александра Видео“ през март 2002 г.
| Роля          | Изпълнител          |
| ------------- | ------------------- |
| Шаги          | Мирослав Цветанов   |
| Скуби-Ду      | Радослав Рачев      |
| Скрапи-Ду     | Тодор Николов       |
| Други гласове | Лина Шишкова        |
| Други гласове | Христина Ибришимова |
| Други гласове | Поля Цветкова       |

| Обработка              | Александра Аудио (2002) |
| ---------------------- | ----------------------- |
| Изпълнителен продуцент | Васил Новаков           |
| Преводач               | Мария Пеева             |
| Тонрежисьор            | Екатерина Иванова       |
| Режисьор на дублажа    | Василка Сугарева        |